# Ordnungsstaat
Als Ordnungsstaat wird eine politisch-ökonomische Lehrmeinung zusammengefasst, in der der Staat seinen Bürgern hauptsächlich Rechtssicherheit bietet und sich auf die Aufrechterhaltung der inneren und äußeren Ordnung beschränkt. Eingriffe in wirtschaftliche und soziale Bereiche werden im Modell des reinen Ordnungsstaats unterlassen. Das Gegenteil zu diesem Modell ist der sogenannte Leistungsstaat. Anhänger des Ordnungsstaates sehen den Sozialstaat als Mitverursacher der Migrationskrisen der vergangenen Jahre.
Ähnliche Modelle sind der Rechtsschutzstaat von James M. Buchanan und der im 19. Jahrhundert polemisch so genannte Nachtwächterstaat von Ferdinand Lassalle.